# Brossasco
Brossasco (en français Brossasque) est une commune italienne de la province de Coni dans la région Piémont en Italie.
festa del legno

## Administration
| Période                                  | Période | Identité | Étiquette | Qualité |
| ---------------------------------------- | ------- | -------- | --------- | ------- |
|                                          |         |          |           |         |
| Les données manquantes sont à compléter. |         |          |           |         |

### Hameaux
Masueria, San Sisto, S.Mauro, Tonda, Varetto, Canonici, Castello, Barra, paris, Bianchi, Spagnoli, Casa Nova, Chiabotto, Saretto, Sasia

### Communes limitrophes
Frassino, Gambasca, Isasca, Martiniana Po, Melle (Italie), Sampeyre, Sanfront, Venasca